# 220년대
220년대는 220년부터 229년까지를 가리킨다.